# Lajos Dimény
Lajos Dimény, o, a seconda delle fonti, Layos (Budapest, 22 febbraio 1898 – ...), è stato un allenatore di calcio ungherese.

## Carriera

Lajos Dimény (a sinistra) in posa con l'undici dell'Aquila nel 1932.

Arrivato in Italia negli anni venti del XX secolo, si impose come allenatore di calcio guidando per un lungo periodo il Savona nel secondo livello del campionato italiano, sfiorando in varie occasioni la promozione nella massima serie. Nel 1930 si accasò quindi al Ravenna neo-promosso in Prima Divisione (il terzo livello dell'epoca) e due anni più tardi diventa allenatore dell'Aquila, sempre in Prima Divisione. Nel 1936 torna al Ravenna retrocesso nei campionati regionali riottenendo l'ammissione in Serie C.
Tornato in patria alla vigilia della seconda guerra mondiale, nel 1939, diventa tecnico del Ferencváros di Budapest vincendo subito due campionati consecutivi, il 15º e il 16º del club magiaro, mentre l'anno seguente conquista la Coppa d'Ungheria. Dimessosi nel novembre del 1942, torna alla guida dei bianco-verdi tra il maggio del 1946 e l'aprile del 1947, quando si dimette per la seconda volta.
Chiude la carriera da allenatore al Mogürt, formazione minore della capitale ungherese.

## Palmarès

### Club
- Campionato ungherese: 2

Ferencváros: 1939-1940, 1940-1941
- Coppa d'Ungheria: 1

Ferencváros: 1941-1942